# Camilla Gunell
Camilla Gunell, née le 7 septembre 1970, est une femme politique finlandaise, membre des Sociaux-démocrates d'Åland. Elle est Premier ministre (« lantråd ») des îles Åland de 2011 à 2015.

## Biographie
Membre du parti Sociaux-démocrates d'Åland, elle est élue au Parlement d'Åland, en 2003. Elle entre au gouvernement en 2005 et occupe le poste de ministre de la Culture et de l'Éducation jusqu'en 2007, date à laquelle elle est réélue au Lagting. Elle succède à Barbro Sundback à la tête des Sociaux-démocrates en 2010 et devient Premier ministre (« lantråd ») à la suite des législatives de 2011 et dirige le gouvernement pendant quatre ans. Après les élections législatives du 18 octobre 2015, elle doit céder son poste à la libérale Katrin Sjögren le 25 novembre suivant.